# 巴拿巴

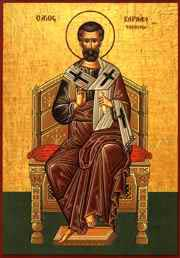
巴拿巴

巴拿巴天主教譯為巴爾納伯、聖納博，本名約瑟或約西，是《新約聖經》中记载的一个早期猶太人基督徒，亦稱他為使徒。他和使徒保羅合作完成了一系列的傳教行程，促進了基督教的廣傳。

## 巴拿巴的家世
巴拿巴原名約瑟，是個猶太的利未人，生在塞浦路斯。使徒們給他一個别名──巴拿巴，意思是“勸慰子”（使徒行傳4:36）。當時基督教會剛剛成立，巴拿巴很受他人喜愛和尊重。有些學者認為巴拿巴是耶穌的一個早期門徒。（路加福音10：1-2）
公元33年五旬節之後不久，巴拿巴主動賣掉一塊土地，把得來的金錢交給使徒。當時耶路撒冷的基督徒凡物公用，使徒“按各人的需要，分給各人”。巴拿巴可能頗為富有，留意到信徒同工的匱乏，卻毫不吝嗇，於是慷慨解囊。（使徒行傳4:34-37）巴拿巴甘心獻出自己和財物去推廣天國的權益。學者布魯斯留意到，“只要别人需要鼓勵，巴拿巴就義不容辭，施予援手”。從聖經記載的另一件事，可以清楚看出巴拿巴的這個特質。
公元36年左右，大數的掃羅（後來的使徒保羅）成為基督徒。他跟耶路撒冷的會衆聯絡，“可是所有人都怕他，不信他是門徒”。保羅怎樣説服會衆，相信他已真正改弦易轍，而不是借歸信為名去打擊會衆呢？“巴拿巴就來援助他，領他到使徒那裏。”雖然掃羅後來返回大數的家鄉，兩人卻成為好友。他們的友誼對傳道工作造成深遠的影響。（使徒行傳9:30）

## 服事工作

### 安提阿
約莫公元45年，耶路撒冷會衆接獲報告，傳道工作在叙利亞的安提阿有驚人的增長，當地有一大群説希臘語的居民成為信徒。於是耶路撒冷會衆派巴拿巴到當地視察情況，把傳道工作組織起來。事實證明，巴拿巴確實是最佳人選。路加報導説：“他到了那裏，看見上帝的分外恩慈，就很歡喜，開始鼓勵所有人要衷心決意留在主裏；巴拿巴是個良善的人，充滿聖靈和信心。於是加添了一大群歸主的人。”（使徒行傳11：22-24）
但巴拿巴在安提阿的工作並非到此為止。學者朱塞佩·里喬蒂指出，“巴拿巴為人務實，馬上看出前頭還有很多工作要做，澆灌工作才能獲得豐盛的收成。因此，當務之急是增加收割工人。”巴拿巴來自塞浦路斯，也許習慣了跟外邦人來往，因此使徒可能覺得他特别適合向異教徒傳道。可是，巴拿巴打算邀請更多人參與這件既令人振奮又富於意義的工作。
於是，巴拿巴想起掃羅。他很可能記起掃羅歸信時，亞拿尼亞接獲的異象。異象透露，迫害基督徒的掃羅日後會成為“蒙揀選的器皿”，“向衆國族⋯⋯傳揚耶穌的名”。（使徒行傳9:15）於是，巴拿巴出發往200多公里外的大數搜尋掃羅。找着之後，兩人在安提阿結伴工作了差不多一年。在這段時間，門徒最先在安提阿蒙上帝指引稱為基督徒。（使徒行傳11：25-26）
在克勞狄統治期間，羅馬帝國境內多處發生大饑荒。據猶太歷史家約瑟夫斯透露，耶路撒冷有“許多人因找不到食物而死”。於是，安提阿的門徒“定意提供救濟服務，把物資送給住在猶地亞的弟兄，各人都量力而行。他們這樣做了，就由巴拿巴和掃羅經手，把物資送交衆長老”。

### 跟随保罗传福音到海外
這事以後，发生了一件異乎尋常的大事。“他們執行公務，服事耶和華，並且禁食，那時聖靈説：‘你們在所有人當中，要為我選出巴拿巴和掃羅，做我召他們去做的工作。’”耶和華通過聖靈，委派他們執行特别的任務。“這些人奉聖靈差遣，就下到塞琉西亞，從那裏啟航往塞浦路斯去。”因此聖經把巴拿巴稱為使徒，意思是奉差遣的人。
巴拿巴和保羅走遍塞浦路斯，其間幫助了島上的羅馬行省執政官士求·保羅歸信。然後他們起程前往小亞細亞南岸的佩爾吉；在那裏，約翰·馬可離開他們，自行返回耶路撒冷去。（使徒行傳13:13）看來在此之前，由於巴拿巴的經驗比較豐富，旅程一直由他主導。可是從佩爾吉起，掃羅（後來的保羅）負責帶頭。巴拿巴沒有為此感到不悦。巴拿巴是個成熟的基督徒，他謙卑地看出耶和華不單任用他，也重用他的同伴。耶和華運用他們兩人，把好消息帶到别的地區去。
在皮西迪亞的安提阿，保羅和巴拿巴被人驅逐出境。但在此之前，他們已把神的道傳遍安提阿，有許多人接受了福音。在以哥念“有一大群猶太人和希臘人成了信徒”。保羅和巴拿巴花了好一段時間，“憑着耶和華的權柄大膽講論；上帝使標徵異兆通過他們的手行出來”。後來兩人聽聞反對者密謀要用石頭打他們，就機警地逃往利考尼亞的路司得和特庇去，在那裏繼續向人傳道。雖然巴拿巴和保羅在路司得險些喪命，他們卻繼續在當地“强化門徒，鼓勵他們持守信仰，又説：‘我們進上帝的王國，是必須經歷許多患難的。’”
他们沒有畏縮不前，反而重返他們受過猛烈迫害的地方去强化當地的新門徒。他們很可能也把握機會，幫助一些具備資格的男子在新成立的會衆裏帶頭。

### 割礼之争
公元33年五旬節之後十六年左右，巴拿巴牽涉在一宗歷史性的事件裏──有關割禮的爭論。當時“有些人從猶地亞下到叙利亞的安提阿來，開始教導弟兄説：‘你們不照摩西的規矩受割禮，就不能得救。’”巴拿巴和保羅從經驗看出，人得救根本不在乎受割禮，就跟這些人爭辯起來。可是，巴拿巴和保羅並沒有運用自己的權力，强迫别人接受他們的觀點。他們看出為了整個弟兄團體的長遠福利起見，這個爭論非徹底解決不可。他們把問題帶到耶路撒冷，交給治理機構處理，並且提出有建設性的報告。治理機構作出決定後，揀選了幾個男子（包括保羅和巴拿巴）到安提阿，把決定告知當地的弟兄。治理機構説保羅和巴拿巴是他們“所愛的”，為了“主耶穌基督的名，連性命也不顧”。會衆讀過治理機構的來信和聽過弟兄的演講之後，“就因鼓勵的話而歡喜”，大受“强化”。

### 與保羅發生爭執
巴拿巴有許多富於鼓勵的事迹，不过“安慰之子”也一樣是不完美的人。巴拿巴和保羅計劃第二次海外傳道旅程的時候，曾發生劇烈爭執。巴拿巴打算帶表兄弟約翰·馬可同去，保羅卻不同意，因為馬可在第一次海外傳道旅程中曾撇下他們離去。為了這件事，保羅和巴拿巴“勃然大怒，就彼此分手；巴拿巴帶着馬可啟航往塞浦路斯去”，“保羅選了西拉”同行，跟巴拿巴分道揚鑣。（使徒行傳15:36-40）
不過，從這件事可以進一步了解巴拿巴的為人。一個學者説：“這正是巴拿巴一貫的優點。他願意信任馬可，再給他一個機會。”這個作家認為，可能“巴拿巴所表現的信心，使馬可恢復自信，激發他再次履行自己的承諾”。事實表明巴拿巴對馬可的信心是正確的。後來連保羅也承認馬可在基督徒服事職務上對他很有用。

### 引用
1. ↑  《使徒行傳》14:14。
2. ↑  使徒行傳2:45下半
3. ↑  参看使徒行傳9：26，27；加拉太書1：13，18，19。
4. ↑  参看使徒行傳11：29，30；12：25；13：
5. ↑  参看使徒行傳13：2，4；14：14。
6. ↑  參看使徒行傳13：7，13，16；15：2。
7. ↑  参看使徒行傳13：43，48-52
8. ↑  参看使徒行傳14：1-7，19-22。
9. ↑  参看使徒行傳15：1，2，4，25-32。
10. ↑  参看提摩太後書4：11；可參閲歌羅西書4：10。

### 书目
- Markus Öhler: Barnabas. Der Mann in der Mitte. Biblische Gestalten 12. Evang. Verlagsanstalt, Leipzig 2005 ISBN 3-374-02308-8 (基于科学研究, 通俗易懂)
- Bernd Kollmann: Joseph Barnabas. Leben und Wirkungsgeschichte. Stuttgarter Biblische Studien 175, Stuttgart 1998. (基于科学研究, 条理清晰, 通俗易懂)
- Paul Krumme: Barnabas, Sohn des Trostes, Dillenburg, 1992, ISBN 3-89436-041-0 (圣经人物系列) (通俗易懂, 实用)
- Markus Öhler: Barnabas. Die historische Person und ihre Rezeption in der Apostelgeschichte. Wissenschaftliche Untersuchungen zum Neuen Testament 156. Mohr Siebeck, Tübingen 2003 ISBN 3-16-147977-7 (科研著作)
- Safiyya M. Linges : Das Barnabas-Evangelium (Broschiert). Verlag: Spohr (Juli 2004) , ISBN 3-927606-30-8
- Robert A. Kraft: The Apostolic Fathers, Bd. 3, Barnabas and the Didache, hg. Robert Grant, New York: Thomas Nelson and Sons 1965, aktualisierte Onlineausgabe （页面存档备份，存于）